# USS Vincennes (CL-64)
USS Vincennes (CL-64) là một tàu tuần dương hạng nhẹ thuộc lớp Cleveland của Hải quân Hoa Kỳ được hoàn tất vào gần cuối Chiến tranh Thế giới thứ hai. Nguyên được đặt lườn dưới tên gọi Flint (CL-64), nó được đổi tên nhằm tưởng niệm chiếc tàu tuần dương hạng nặng Vincennes (CA-44) bị đánh chìm trong trận chiến đảo Savo. Được cho nhập biên chế năm 1944, nó đã phục vụ tại Mặt trận Thái Bình Dương cho đến khi chiến tranh kết thúc. Giống hầu hết các tàu chị em cùng lớp, nó xuất biên chế không lâu sau đó, được đưa về lực lượng dự bị và không bao giờ phục vụ trở lại. Con tàu bị đánh đắm như một mục tiêu vào giữa những năm 1960. Vincennes được tặng tưởng sáu Ngôi sao chiến trận cho thành tích hoạt động trong Thế Chiến II.

## Thiết kế và chế tạo

### Thiết kế
Lớp Cleveland được thiết kế nhằm mục đích gia tăng tầm xa hoạt động, tăng cường hỏa lực phòng không và sự bảo vệ chống ngư lôi so với các tàu tuần dương Hoa Kỳ trước đây. Cho dù kém hơn ba nòng pháo 6-inch so với những chiếc lớp Brooklyn dẫn trước, hệ thống kiểm soát hỏa lực mới và tiên tiến hơn giúp cho lớp Cleveland có được ưu thế về hỏa lực trong chiến đấu thực tế. Tuy nhiên việc tăng cường thêm dàn hỏa lực phòng không hạng nhẹ cho đến cuối Thế Chiến II khiến các con tàu bị nặng đầu đáng kể.

### Chế tạo
Con tàu được đặt lườn dưới tên gọi Flint (CL-64) vào ngày 7 tháng 3 năm 1942 tại xưởng tàu Fore River của hãng Bethlehem Shipbuilding Company ở Quincy, Massachusetts. Trong khi đang được chế tạo, trận chiến đảo Savo ác liệt nổ ra vào tháng 8 năm 1942, khi mà chiếc tàu tuần dương hạng nặng USS Vincennes (CA-44) bị đánh chìm. Để ghi nhớ, Flint được đổi tên thành Vincennes vào ngày 16 tháng 10 năm 1942; và nó được hạ thủy vào ngày 17 tháng 7 năm 1943 dưới sự đỡ đầu của Bà Arthur A. Osborn, nhủ danh Harriet V. Kimmell, chính người đã từng đỡ đầu cho con tàu tiền nhiệm cùng tên. Vincennes được cho nhập biên chế vào ngày 21 tháng 1 năm 1944 dưới quyền chỉ huy của hạm trưởng, Đại tá Hải quân Arthur D. Brown.

## Lịch sử hoạt động

### Chạy thử máy và huấn luyện
Công việc trang bị cuối cùng của Vincennes tại xưởng tàu kéo dài cho đến cuối tháng 2 năm 1944, được tiếp nối bằng việc chạy thử máy ngoài biển. Từ ngày 25 tháng 2 đến ngày 31 tháng 3, nó đi đến Tây Ấn và quay trở về trong chuyến đi thử máy; xen kẻ với những chặng dừng tại khu vực vịnh Chesapeake là các chuyến đi đến vịnh Paria gần Trinidad. Sau các hiệu chỉnh và sửa chữa sau thử máy tại xưởng tàu, Vincennes trở thành soái hạm của Đội Tuần dương 14 khi Chuẩn đô đốc Wilder D. Baker, tư lệnh hải đội, đặt cờ hiệu của mình trên chiếc tàu tuần dương hạng nhẹ vào ngày 14 tháng 4 và lên tàu cùng các thành viên khác của ban tham mưu. Các tàu chiến khác của đội tàu còn bao gồm Miami và Houston, chiếc sau này, giống như Vincennes, cũng được đặt tên nhằm tưởng niệm chiếc tàu tuần dương hạng nặng USS Houston (CA-30) bị mất khi đụng độ với lực lượng tàu nổi Nhật Bản vào đầu chiến tranh.
Khởi hành từ Boston vào ngày 16 tháng 4, Vincennes băng qua kênh đào Panama và cuối cùng đến Trân Châu Cảng thuộc lãnh thổ Hawaii vào ngày 6 tháng 5. Trong một tuần lễ tiếp theo, con tàu tham gia huấn luyện khẩn trương tại vùng biển Hawaii; và trong một lần ghé vào cảng giữa các chuyến đi, Tư lệnh Hạm đội Thái Bình Dương, Đô đốc Chester W. Nimitz đã lên tàu để trao tặng Chuẩn đô đốc Baker Huân chương Chữ thập Hải quân do thành tích chỉ đạo các chiến dịch bắn phá tại khu vực quần đảo Aleut. Sau khi hoàn tất việc huấn luyện, chiếc tàu tuần dương mới ra khơi vào ngày 24 tháng 5. Tiến hành các cuộc thực tập ngay trên đường đi, Vincennes đến Majuro thuộc quần đảo Marshall sáu ngày sau đó. Một tuần sau, nó rời Majuro trong thành phần một lực lượng hùng hậu được biết đến như là Lực lượng Đặc nhiệm 58, vốn được hình thành chung quanh hạt nhân là các tàu sân bay nhanh, dưới quyền chỉ huy của Phó đô đốc Marc A. Mitscher.

### Quần đảo Mariana, 1944
Sau đó Vincennes lần đầu tiên đụng độ với đối phương. Trong các đợt không kích đầu tiên xuống quần đảo Bonin, máy bay Nhật đã phản công trở lại nhắm vào các tàu sân bay của Lực lượng Đặc nhiệm 58. Nằm trong thành phần lực lượng hộ tống, các xạ thủ của Vincennes đã bắn rơi một chiếc máy bay ném bom Mitsubishi G4M "Betty" vào ngày 10 tháng 6. Trong các ngày 12-13 tháng 6, Vincennes đã hỗ trợ cho các tàu sân bay khi chúng tung máy bay ra tàn phá các cứ điểm Nhật Bản trên các đảo Saipan và Pagan. Đến ngày 16 tháng 6, nó nằm trong thành phần lực lượng không kích xuống Iwo Jima. Trong quá trình Trận chiến biển Philippine mang tính quyết định, các xạ thủ phòng không của Vincennes đã hoàn thành nhiệm vụ, góp vào lưới lửa phòng không vốn đã bảo vệ an toàn cho các tàu sân bay.
Đến ngày 23 tháng 6, Chuẩn đô đốc Baker chuyển cờ hiệu của mình sang con tàu chị em với Vincennes là Miami, cho phép nó đi đến Eniwetok thuộc quần đảo Marshall tiến hành các sửa chữa cơ khí cần thiết. Thả neo tại Eniwetok từ ngày 27 tháng 6, Vincennes hoàn tất công việc sửa chữa vào cuối tháng và lên đường để gia nhập trở lại Đội Tuần dương 14, và Baker chuyển cờ hiệu của mình trở lại Vincennes vào ngày 7 tháng 7. Rời Eniwetok vào ngày 14 tháng 7, Vincennes hoạt động cùng với Lực lượng Đặc nhiệm 58 tại khu vực lân cận Guam trong khi máy bay từ tàu sân bay tấn công các mục tiêu Nhật Bản tại đây từ ngày 18 đến ngày 21 tháng 7. Nó cũng tham gia các cuộc không kích khác của lực lượng tàu sân bay nhanh xuống Tinian, đảo Rota và Guam cho đến ngày 27 tháng 7. Sau khi tiếp tục hỗ trợ cho các tàu sân bay nhanh, Vincennes hướng về quần đảo Mariana, thả neo tại Saipan vào ngày 31 tháng 7.
Khởi hành từ Saipan vào ngày 1 tháng 8, Vincennes tiếp tục hoạt động cùng các tàu sân bay, thực hiện một chuyến đi tốc độ cao đến quần đảo Bonin, nơi máy bay từ tàu sân bay tiến hành không kích trong các ngày 4 và 5 tháng 8 trước khi rút lui. Chiếc tàu tuần dương đi đến Eniwetok để tiếp liệu, thả neo tại đây vào ngày 11 tháng 8, nơi Chuẩn đô đốc F. E. M. Whiting thay thế cho Chuẩn đô đốc Baker trong vị trí tư lệnh hải đội tám ngày sau đó và đặt cờ hiệu của mình trên Vincennes.
Được điều về Lực lượng Đặc nhiệm 34 ít lâu sau đó, Vincennes khởi hành từ Eniwetok vào cuối tháng 8, nó tiến hành các đợt thực tập chiến thuật và tác xạ cho đến khi gia nhập Đội đặc nhiệm 38.2 vào ngày 3 tháng 9. Đội đặc nhiệm thực hiện các cuộc tấn công vào các vị trí của quân Nhật tại quần đảo Palau vào ngày 6 tháng 9. Ngày hôm sau, trong thành phần Đơn vị Đặc nhiệm 38.2.5 và có sự hiện diện của Chuẩn đô đốc Whiting trên tàu, Vincennes tiến hành các hoạt động bắn phá bờ biển đầu tiên xuống các vị trí Nhật Bản trên các đảo Ngesebus, Peleliu và Angaur.

### Philippines - 1944
Tuy nhiên các hoạt động tại Palau chỉ là khúc dạo đầu cho một cuộc trình diễn hoành tráng hơn: việc tái chiếm Philippines. Vincennes rời khu vực Palau vào ngày 8 tháng 9 hướng đến khu vực phía Nam Philippines. Máy bay từ các tàu sân bay Hoa Kỳ đã nhắm vào các mục tiêu trên đảo Mindanao trong các ngày 9-10 tháng 9; chiếc tàu tuần dương sau đó hộ tống cho các tàu sân bay nhanh khi chúng tung ra các đợt không kích nhắm vào miền Trung quần đảo Philippine, tấn công các đảo Negros, Leyte, Cebu và Bohol từ ngày 12 đến ngày 14 tháng 9. Sau đó Vincennes đi đến khu vực hoạt động ngoài khơi Luzon, nơi các tàu sân bay tung các cuộc không kích xuống các mục tiêu Nhật Bản trên bờ trong các ngày 21-22 tháng 9. Nhịp điệu của các đợt không kích lại tiếp nối vài ngày sau đó, khi Vincennes bảo vệ cho các tàu sân bay trong lúc máy bay của chúng tấn công Leyte, Cebu và Negros.
Vincennes rời khu vực chiến sự không lâu sau đó để tiếp tế tại vùng quần đảo Caroline, đến Ulithi vào ngày 1 tháng 10. Thời gian ở lại trong cảng bị ngắt quãng bởi sự xuất hiện của một cơn bão tại vùng phụ cận, nên nó phải lên đường cơ động tránh bão vào ngày 3 tháng 10 và quay trở lại cảng hai ngày sau đó. Hoàn tất việc tiếp liệu tại Ulithi, Vincennes nhổ neo vào ngày 6 tháng 10 cùng với Lực lượng Đặc nhiệm 38.
Hoạt động ngoài khơi Okinawa trong những ngày tiếp theo, Vincennes đi đến vùng biển này vào ngày 10 tháng 10. Máy bay từ các tàu sân bay trong đội đặc nhiệm tiến hành các đợt không kích đầu tiên tại khu vực này, trong khi các con tàu thuộc lực lượng hộ tống sẵn sàng đánh trả mọi đòn phản công. Nhiều máy bay đối phương tiến đến gần các tàu sân bay và lực lượng hộ tống bao gồm thiết giáp hạm, tàu tuần dương, tàu khu trục và tàu khu trục hộ tống, hầu hết đã bị chặn đứng. Lực lượng máy bay tiêm kích làm nhiệm vụ tuần tra chiến đấu trên không (CAP) đã chứng tỏ giá trị, bắn rơi nhiều máy bay đối phương tiến đến quá gần, bao gồm một chiếc "Betty" và một chiếc "Frances", đối phương đã không có đủ thời gian để phản công, Vincennes quan sát được một chiếc "Betty" bị bắn rơi trong tầm nhìn trong lúc lực lượng đặc nhiệm đang được tiếp nhiên liệu ngoài biển vào ngày hôm sau.

### Đài Loan - 1944
Vincennes và các tàu chị em sau đó chuyển hướng đến Đài Loan, trong khi các tàu sân bay nhanh chuyển khu vực hoạt động nhằm chuẩn bị dọn đường cho cuộc đổ bộ xuống quần đảo Philippine còn đang bị Nhật chiếm đóng sắp tới. Trên đường đi đến Đài Loan, máy bay Nhật thường xuyên xuất hiện bên trên lực lượng đặc nhiệm nhưng cẩn thận ở bên ngoài tầm súng và lẫn đi nhanh chóng. Ngày 12 tháng 10, các tàu sân bay bắt đầu tung các cuộc không kích xuống các mục tiêu tại Đài Loan. Xế trưa hôm đó, xạ thủ của đội đặc nhiệm chứng tỏ mình khi bắn rơi một cặp "Betty" tiến đến quá gần. Vincennes ở trạng thái sẵn sàng tác chiến lúc 18 giờ 55 phút, và duy trì chế độ trực chiến hầu như liên tục trong hai ngày tiếp theo. Đến 19 giờ 03 phút, không lâu sau khi pháo thủ chiếm vị trí tác xạ, Vincennes góp công vào việc bắn cháy hai máy bay đối phương chỉ trong vòng 10 phút, lúc 19 giờ 03 phút và 19 giờ 10 phút. Chiếc tàu tuần dương hạng nhẹ phải duy trì hỏa lực phòng không khi các đợt không kích của đối phương tiếp diễn cho đến 20 giờ 45 phút.
Cuộc không kích dừng lại vào lúc đó, nhưng việc nghỉ ngơi đối với phía Mỹ kéo dài không lâu, vì phía Nhật Bản lại kiên cường tấn công trở lại. Pháo sáng thả từ máy bay đối phương soi chiếu đội hình của lực lượng đặc nhiệm. Ánh lửa của hỏa lực phòng không đan chéo màn đêm; một máy bay đối phương bị bắn cháy trên không; Vincennes bắn rơi một chiếc khác về phía đuôi mạn phải lúc 23 giờ 40 phút. Các hoạt động tại khu vực lân cận Đài Loan tỏ ra nguy hiểm; các cuộc tấn công liên tục của phía Nhật đã gây những thiệt hại: tàu tuần dương hạng nhẹ Houston và tàu tuần dương hạng nặng Canberra bị trúng ngư lôi và bị hư hại nặng, phải cố lếch ra khỏi vùng chiến sự. Để bảo vệ việc rút lui của chúng, "Đội Hư hại 1" được thành lập. Tập họp vào ngày 16 tháng 10, Vincennes tham gia vào cuộc rút lui, bảo vệ cho tàu chị em và tàu đồng đội về đến hậu cứ an toàn.

### Vịnh Leyte - 1944
Sau đó Vincennes hoạt động tại khu vực phụ cận Visayas thuộc quần đảo Philippine, bảo vệ các tàu sân bay nhanh như trước đây. Máy bay đối phương nhiều lần tiếp cận đội hình lực lượng. Một tàu bay bốn động cơ Kawanishi H8K "Emily" Nhật bị phát hiện sớm vào ngày 24 tháng 10, và bị máy bay tiêm kích tuần tra bắn rơi. Trong khi đó, trận chiến vịnh Leyte đang đi đến cao trào; lúc 03 giờ 25 phút ngày 24 tháng 10, Vincennes nhận được báo cáo về sự hiện diện của một lực lượng tàu nổi đối phương: bốn thiết giáp hạm, tám tàu tuần dương hạng nặng và 13 tàu khu trục bị phát hiện ở cách 7 mi (6,1 nmi; 11 km) về phía Nam mũi Buruncan, đảo Mindanao. Máy bay đối phương còn tiến hành một đợt không kích quyết liệt, buộc mọi tàu chiến thuộc đội của Vincennes phải cơ động lẩn tránh.
Lúc 02 giờ 30 phút ngày 25 tháng 10, hai đội đặc nhiệm đối phương được báo cáo ở cách 85 mi (74 nmi; 137 km) về phía Bắc đội hình của Vincennes. Đến 03 giờ 00, nó và những tàu chiến cùng đi hướng lên phía Bắc để tiếp chiến; lúc 07 giờ 33 phút, báo cáo bắt được từ một máy bay trinh sát cho biết nhiều tàu nổi đối phương ở cách 120 mi (100 nmi; 190 km) về phía Bắc và đang hướng về phía Nam với vận tốc 20 kn (23 mph; 37 km/h). Máy bay từ các tàu sân bay nhanh được tung vào cuộc săn đuổi, tiến hành các cuộc tấn công liên tục và gây thiệt hại nặng cho đối phương.
Sau đó Vincennes quay mũi về phía Nam hướng đến eo biển San Bernardino trong một cố gắng ngăn chặn lực lượng đối phương rút lui qua eo biển sau trận chiến ngoài khơi Samar. Lúc 00 giờ 26 phút ngày 26 tháng 10, màn hình radar của Vincennes phát hiện đối thủ ở khoảng cách 21.000 yd (19.000 m). Vincennes, Miami và Biloxi, được hộ tống bởi Đội khu trục 103, tách ra khỏi đội hình để tấn công. Đến 00 giờ 54 phút, Vincennes và các tàu chị em khai hỏa, sử dụng cả dàn pháo chính 6-inch và pháo hạng hai 5-inch, trong khi các tàu khu trục cũng sử dụng 5-inch, nhắm vào con tàu đối phương. Được xác định là một tàu tuần dương, đối thủ bị chìm lúc 01 giờ 49 phút.
Vincennes quay trở lại đội hình tuần tra ngoài khơi Visayas vào ngày 28 tháng 10 và ngoài khơi Luzon ngày hôm sau. Con tàu chịu đựng nhiều cuộc không kích kiên quyết trong ngày 29 tháng 10, nhưng lực lượng máy bay tuần tra chiến đấu trên không chứng tỏ trạng thái sẵn sàng ngăn chặn, đã bắn rơi tám máy bay đối phương. Chiếc tàu tuần dương tiếp tục vai trò hộ tống cần thiết trong các ngày 5-6 tháng 11 trong khi máy bay từ tàu sân bay tấn công các vị trí và căn cứ trên đảo Luzon. Sau đó nó hướng đến quần đảo Caroline, về đến Ulithi ngày 9 tháng 11. Sau khi hoàn tất việc tiếp tế, nó lên đường năm ngày sau đó quay trở lại vùng chiến sự tại Philippines.
Vào lúc nó quay trở lại, các cuộc không kích nhắm vào vị trí của quân Nhật ở Luzon đang tiếp diễn; sự kháng cự của đối phương ngày càng quyết liệt với việc sử dụng rộng rãi phương thực tấn công cảm tử kamikaze, gây một áp lực nặng đối với các con tàu đồng đội của Vincennes. Các tàu sân bay Hancock, Intrepid và Cabot lần lượt trúng kamikaze. Vincennes bắn rơi một máy bay kamikaze thứ hai đang nhắm đến Cabot, những chiếc khác bị lực lượng tuần tra chiến đấu trên không bắn hạ.
Sau đó Vincennes quay trở về Ulithi để được tiếp liệu, và thực hành tập trận trên đường quay trở lại khu vực chiến sự. Nó tiếp tục hỗ trợ cho các cuộc không kích của lực lượng tàu sân bay tại Luzon từ ngày 14 đến ngày 16 tháng 12. Trong giai đoạn này, phi công chiếc thủy phi cơ của Vincennes, Trung úy Halbert K. Evans, đã thực hiện thành công phi vụ giải cứu trên biển.
Chiếc tàu tuần dương lại phải chịu động một thử thách mới, nhưng lần này là do thế lực tự nhiên, khi cơn bão Cobra càn quét qua vùng biển hạm đội đi qua vào ngày 18 tháng 12. Trận cuồng phong nhiệt đới này tạo ra sức gió mạnh đến 78 kn (90 mph; 144 km/h), gây ra những đợt sóng cao như núi. May mắn cho Vincennes khi nó chịu đựng được cơn bão mà không bị hư hại nghiêm trọng. Sau khi bão tan, mọi con tàu đổ xô vào việc tìm kiếm những người sống sót từ ba tàu khu trục Spence, Monaghan và Hull bị lật úp trong cơn bão.

### Đài Loan – 1945
Sau kỳ nghỉ Giáng sinh tại Ulithi từ ngày 24 đến ngày 30 tháng 12 năm 1944, Vincennes quay lại vùng biển ngoài khơi Đài Loan, một lần nữa hộ tống cho các tàu sân bay. Nó đi vào Biển Đông vào đầu tháng 1 năm 1945, chỉ gặp phải hai cuộc không kích nhỏ của đối phương; các máy bay tiêm kích bay đêm đã bắn hạ ai máy bay đối phương vào sáng sớm ngày 10 tháng 1. Được phân đến khu vực phía Đông vịnh Cam Ranh, Đông Dương, đội đặc nhiệm của Vincennes tiến hành các cuộc không kích nhắm vào tàu bè ở khu vực lân cận trước khi chuyển đến phía Tây Đài Loan tiếp tục không kích xuống đảo này cũng như dọc theo bờ biển Trung Quốc. Giống như trước đây, sự kháng cự của không quân đối phương vẫn ác liệt.
Trong các đợt không kích tiếp theo sau xuống Đài Loan, máy bay Nhật đã đánh trả ác liệt. Bất chấp Vincennes đã nổ súng can thiệp, lúc 12 giờ 09 phút ngày 21 tháng 1, một máy bay kamikaze đã đâm trúng tàu sân bay Ticonderoga. Các đám cháy bùng lên không lâu sau đó, để lại một vệt khói dài sau lưng chiếc tàu sân bay. Trong khi một số tàu đi đến ứng cứu cho Ticonderoga, phần còn lại của đội hình tiếp tục canh phòng máy bay đối phương. Lúc 12 giờ 46 phút, Vincennes nổ súng vào một máy bay đối phương lân cận; ba phút sau, nó phối hợp với Miami bắn rơi một chiếc kamikaze xuống biển. Tuy nhiên, hàng rào hỏa lực phòng không dày đặc cũng không ngăn chặn được một máy bay tự sát thứ hai đâm bổ vào Ticonderoga lúc 12 giờ 55 phút.
Sau khi hỗ trợ các cuộc không kích xuống các vị trí Nhật Bản trên Okinawa, Vincennes quay trở về Ultihi để tiếp liệu, về đến hậu cứ vào ngày 26 tháng 1. Chiếc tàu tuần dương hạng nhẹ rời khu vực quần đảo Caroline vào ngày 10 tháng 2, gia nhập Đội đặc nhiệm 58.1 chiều tối hôm đó. Trong một cuộc thực tập tác xạ thường lệ, một máy bay mục tiêu giả điều khiển bằng vô tuyến đã đâm vào giá chắn mảnh đạn của một khẩu đội phòng không 40 mm, gây ra một đám cháy. Bất chấp sự nguy hiểm đến tính mạng bản thân, các thủy thủ Mack C. Miller, Carl C. Miller, Buck E. Goebel và Paul G. Catarius đã xông đến khẩu đội sơ tán đạn dược và dập lửa, ngăn chặn khả năng hư hại lan tràn.

### Nhật Bản và Okinawa – 1945
Sửs chữa những hư hại nhẹ do sự cố máy bay mục tiêu giả, Vincennes tiếp tục tháp tùng cùng Đội đặc nhiệm 58.1 khi đơn vị này hướng đến các hòn đảo chính quốc Nhật Bản. Hoạt động về phía Đông Nam đảo Honshū, các tàu sân bay nhanh tấn công khu vực phụ cận Tokyo và phía Nam quần đảo Bonin. Đợt không kích thứ nhất vào khu vực Tokyo diễn ra vào ngày 16 tháng 2, và tiếp tục trong những ngày sau với cường độ càng tăng ngay vào chính cửa ngỏ của Đế quốc Nhật. Trong những ngày tiếp theo, máy bay từ tàu sân bay không chỉ đánh vào các mục tiêu tại chính quốc Nhật Bản, mà còn vào các sân bay tại Chichi Jima. Hầu hết các cuộc không kích nhắm vào chính Tokyo diễn ra vào ngày 25 tháng 2.
Bốn ngày sau, các tàu sân bay tung máy bay của chúng ra tấn công Okinawa. Vào ngày 1 tháng 3, Vincennes, Miami, San Diego cùng Đội khu trục 61, dưới quyền chỉ huy của Chuẩn đô đốc đặt cờ hiệu trên Vincennes, lên đường hướng đến Okino Daito Shima bắn phá các căn cứ Nhật tại đây, gây ra nhiều đám cháy lớn. Những ngày tiếp theo, Vincennes chủ yếu thực hiện các hoạt động huấn luyện tác chiến và được tiếp liệu ở cách xa khu vực chiến sự. Tuy nhiên, nó không thể tận hưởng trọn vẹn sự nghỉ ngơi, khi máy bay kamikaze Nhật Bản liều lĩnh tấn công Ulithi vào ngày 11 tháng 3, một chiếc đâm vào tàu sân bay mới Randolph cách nó ba dặm, và một chiếc khác rơi trong bờ.
Quay trở lại khu vực chiến sự, Vincennes di chuyển cùng Đội đặc nhiệm 58.1 hướng đến đảo Kyūshū. Sau khi máy bay từ tàu sân bay không kích các căn cứ Nhật tại đây, sự kháng cự của không quân đối phương khiến pháo thủ trên chiếc tàu tuần dương bận bịu suốt ngày 18 tháng 3. Một máy bay ném bom hai động cơ bay lướt qua bên trên con tàu lúc 05 giờ 06 phút ngày hôm đó ở độ cao 300 ft (91 m). Hỏa lực phòng không đã bắn trúng nó, cũng như một chiếc khác bị bắn rơi cách 3.000 yd (2.700 m) về phía đuôi tàu chỉ 20 phút sau đó. Lúc 06 giờ 01 phút, xạ thủ của Vincennes lại ghi điểm lần nữa, bắn rơi một máy bay đối phương gần tàu sân bay Wasp. Hoạt động phòng không tiếp nối suốt các ngày 18-19 tháng 3.
Vincennes hoạt động về phía Đông Okinawa trong các ngày 23-25 tháng 3, trong khi các tàu sân bay của Đội đặc nhiệm 58.1 tung máy bay ra không kích các vị trí của quân Nhật trên đảo Okinawa. Hai ngày sau, con tàu tiếp nối hoạt động về phía Đông và Đông Nam hòn đảo, đánh dấu các vị trí đổ bộ, và tiếp tục các hoạt động này cho đến ngày 5 tháng 4. Trong ngày 31 tháng 3, hai trong số các thủy phi cơ của Vincennes tiến hành hoạt động giải cứu phi công bị bắn rơi dưới hỏa lực mạnh của đối phương.
Vào ngày 1 tháng 4, ngày bắt đầu các cuộc đổ bộ chiếm đóng Okinawa, máy bay đối phương xuất hiện nhanh chóng và dày đặc. Các tàu chiến của Đội đặc nhiệm 58.1 bắn rơi 12 máy bay đối phương xuống biển, trong đó Vincennes đã hỗ trợ cho ba trường hợp. Đến 13 giờ 21 phút, con tàu trải qua lần thoát hiểm gang tấc nhất trong chiến tranh; một máy bay đối phương, trúng đạn phòng không của con tàu, đã rơi chỉ cách đuôi tàu 50 ft (15 m).
Sau đó, Vincennes hoạt động cùng với nhiều đội khác nhau thuộc Lực lượng Đặc nhiệm 58 ngoài khơi Okinawa, hỗ trợ các tàu sân bay nhanh khi chúng tiến hành không kích Okinawa và Kyūshū. Các cuộc không kích trả đũa thường xuyên và dai dẵng kéo dài suốt ba tuần tiếp theo bắt đầu từ ngày 7 tháng 4, trong lúc cuộc chiếm đóng Okinawa đang tiếp diễn. Lực lượng tiêm kích tuần tra chiến đấu trên không đã bắn rơi nhiều máy bay đối phương, nhưng đôi khi chúng được tung ra với số lượng lớn khiến các con tàu trong đội hình phải dựng nên hàng rào hỏa lực ngăn chặn những chiếc đã lọt qua được rào chắn tuần tra.
Sau một đợt nghỉ ngơi tiếp liệu khác tại Ulithi, Vincennes lại gia nhập lực lượng tác chiến ngoài khơi Okinawa, tiếp tục hoạt động cùng Đội đặc nhiệm 58.1. Chiếc tàu tuần dương hạng nhẹ làm nhiệm vụ hộ tống cho các tàu sân bay khi chúng tấn công các mục tiêu tại Kyūshū, trước khi được lệnh điều động vào ngày 17 tháng 5 gia nhập lực lượng bắn phá bờ biển ngoài khơi Okinawa. Vincennes đã cùng tàu chị em Vicksburg trải qua 27 trong số 30 ngày tiếp theo bắn phá các mục tiêu Nhật Bản trên bờ, cả ngày lẫn đêm. Các khẩu pháo 6-inch của Vincennes đã bắn tổng cộng 5.836 đạn pháo, đồng thời các khẩu đội 5-inch đóng góp thêm 10.583 quả đạn, dưới sự chỉ dẫn của thủy phi cơ trinh sát của con tàu cùng các đội trinh sát hỏa lực trên bờ.

### Sau chiến tranh

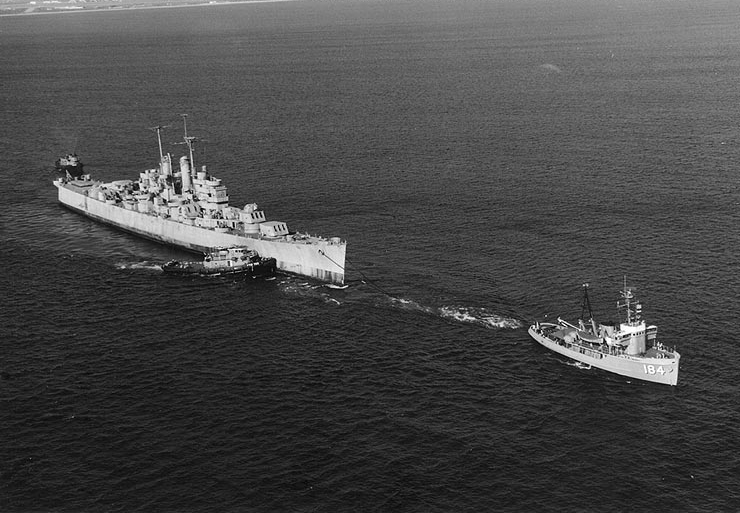
Vincennes đang được kéo đi để được đánh chìm như một mục tiêu, tháng 10 năm 1969.

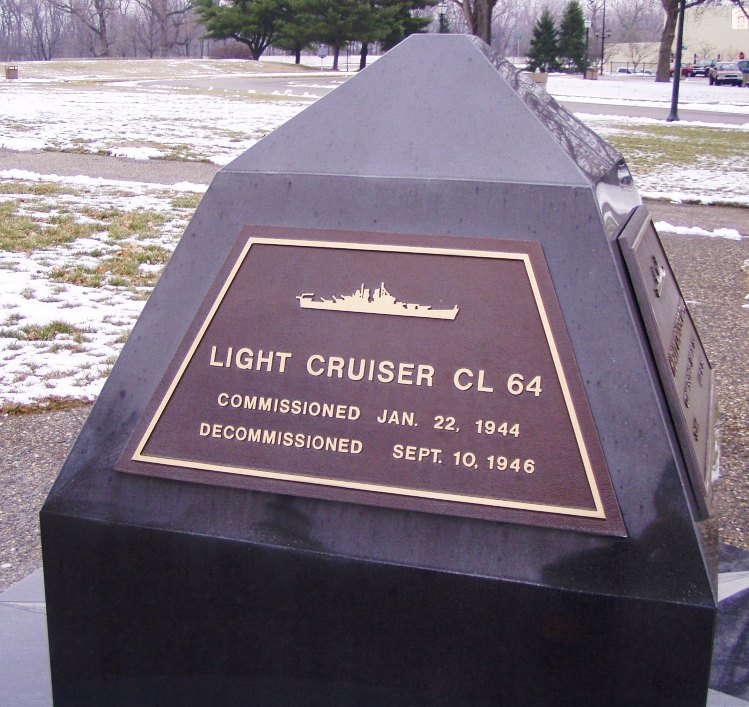
Biển lưu niệm tại Vincennes, Indiana

Vincennes bắn các loạt đạn pháo cuối cùng trong chiến tranh vào ngày 16 tháng 6, khi nó lên đường vào ngày hôm đó quay trở về Hoa Kỳ cho một đợt đại tu cần thiết. Đi ngang qua Trân Châu Cảng, con tàu về đến Xưởng hải quân Mare Island vào ngày 8 tháng 7, ở lại đây cho đến khi công việc sửa chữa hoàn tất vào cuối tháng 8. Trong thời gian này, chiến tranh tại Thái Bình Dương đã đến hồi kết thúc, khi Nhật Bản chấp nhận đầu hàng vào ngày 15 tháng 8. Vincennes đi đến San Diego vào ngày 29 tháng 8, tiến hành thử máy sau đại tu và huấn luyện ôn tập tại vùng biển ngoài khơi đảo San Clemente.
Sau đó Vincennes tham gia Chiến dịch Magic Carpet, di chuyển giữa Trân Châu Cảng và vùng bờ Tây để hồi hương thủy thủ và binh lính đang trú đóng ở nước ngoài. Nó đi đến khu vực Nam Thái Bình Dương vào mùa Thu năm đó, đi đến Noumea, Nouvelle-Calédonie, nơi nó trở thành soái hạm của Chuẩn đô đốc Paul Hendren, Tư lệnh lực lượng khu vực Nam Thái Bình Dương. Nó lên đường vào ngày 25 tháng 10, đưa Đô đốc Hendren thực hiến chuyến đi thị sát các cơ sở tại Guadalcanal, quần đảo Russell, Tulagi, Espiritu Santo và Efate, quay trở về Nouméa vào ngày 5 tháng 11. Trong hành trình ngắn ngủi này, con tàu đi gần ngang qua địa điểm mà chiếc tàu tiền nhiệm cùng tên đã chìm trong đêm 8-9 tháng 8 năm 1942 trong Trận chiến đảo Savo.
Vincennes còn thực hiện hai chuyến đi đến vùng biển New Zealand trước khi quay trở về nhà cùng với 300 cựu chiến binh trên tàu như là hành khách. Đưa họ lên bờ tại San Francisco sau khi về đến nơi vào ngày 23 tháng 3 năm 1946, chiếc tàu tuần dương hạng nhẹ đi đến Xưởng hải quân Mare Island, nơi nó được chuẩn bị để ngừng hoạt động.

### Ngừng hoạt động
Được cho xuất biên chế vào ngày 10 tháng 9 năm 1946, Vincennes không bao giờ được gọi gia nhập trở lại hạm đội. Tên của nó được rút khỏi danh sách Đăng bạ Hải quân vào ngày 1 tháng 4 năm 1966, và nó bị đánh chìm như một mục tiêu trong các thử nghiệm tên lửa.

## Phần thưởng
Vincennes được tặng tưởng sáu Ngôi sao chiến trận cho thành tích hoạt động trong Thế Chiến II.
|  |  | Silver star · Bronze star |
|  |  |                           |

| Dãi băng Hoạt động Tác chiến         | Huân chương Chiến dịch Hoa Kỳ            | Huân chương Chiến dịch Châu Á-Thái Bình Dương với 6 Ngôi sao Chiến trận |
| Huân chương Chiến thắng Thế Chiến II | Đơn vị Tuyên dương Tổng thống Philippine | Huân chương Giải phóng Philippine (Philippine)                          |